# Радянський ультиматум Румунії (1940)
У Національному архіві Румунії, відділ Архів Міністерства закордонних справ (AMAE, фонд 71/1920-1944. СРСР, т. 130, ф. 245—246) зберігся текст ультиматуму, поставленого Радянським Союзом Румунії 26 червня 1940 р.

## Ультиматум
(цитата)
«У 1918 році Румунія, скориставшись військовою слабкістю Росії, відірвала від Радянського Союзу (Росії) частину своєї території, Бессарабію, чим порушила давню єдність населеної переважно українцями Бессарабії з Українською Радянською Республікою.
Радянський Союз ніколи не змирився з фактом збройного захоплення Бессарабії, про що Радянський уряд неодноразово і відкрито перед усім світом заявляв. Тепер, коли військова слабкість СРСР залишилася в минулому, а міжнародне становище, що склалося, вимагає швидкого вирішення питань, успадкованих від минулого, щоб нарешті закласти основи міцного миру між країнами, СРСР вважає необхідно і доцільно, щоб в інтересах відновлення правди разом з Румунією приступили до негайного вирішення питання про повернення Бессарабії Радянському Союзу.
Радянський уряд вважає, що питання повернення Бессарабії органічно пов'язане з питанням про передачу УРСР тієї частини Буковини, населення якої в переважній більшості пов'язане з радянською Україною спільністю історичної долі, а також через спільність мови та національного складу. Такий акт був би тим більш справедливим, що передача північної частини Буковини УРСР могла б являти собою, щоправда, лише в незначній мірі засіб відшкодування тієї великої втрати, яка була завдана УРСР і населенню. Бессарабії через 22-річне панування Румунії в Бессарабії.
Уряд СРСР пропонує Королівському уряду Румунії:
1. Повернути Радянському Союзу Бессарабію будь-якою ціною;
2. Передати Радянському Союзу північну частину Буковини з кордонами згідно з доданою картою.
Радянський уряд висловлює подівання, що румунський уряд прийме теперішні пропозиції СРСР і що це дасть можливість мирного вирішення тривалого конфлікту між СРСР і Румунією.
Радянський уряд очікує відповіді королівського уряду Румунії протягом поточного дня 27 червня».